# No Regrets (canção)
"No Regrets" é uma canção escrita por Robbie Williams e Guy Chambers, gravada pelo cantor Robbie Williams.
É o segundo single do segundo álbum de estúdio lançado a 26 de Outubro de 1998, I've Been Expecting You.

## Paradas
| Parada (1998) | Posições |
| ------------- | -------- |
| Reino Unido   | 4        |
| Itália        | 12       |
| Irlanda       | 15       |
| Nova Zelândia | 29       |
| Áustria       | 34       |
| Suécia        | 43       |
| Alemanha      | 60       |
| França        | 67       |
| Países Baixos | 71       |